# Østfold
59°20′00″N 11°20′00″Ø / 59.33333°N 11.33333°Ø
Østfold er er et fylke i Norge. Befolkningstallet er på 296.575 (1. juli 2018) indbyggere. Arealet er på 4.183 kvadratkilometer. Administrationen er placeret i Sarpsborg.
Østfold fylke hed Smaalenenes amt indtil 1919.
Ved  Regionsreformen i Norge blev det lagt sammen sammen med  Akershus og Buskerud fylker,  til det nye fylke, Viken.
Østfold blev reetablert den 1. januar 2024 efter at Viken fylke blev opløst fra samme dato.

## Kommuner
- Aremark
- Askim
- Eidsberg
- Fredrikstad
- Halden
- Hobøl
- Hvaler
- Marker
- Moss
- Rakkestad
- Rygge
- Rømskog
- Råde
- Sarpsborg
- Skiptvet
- Spydeberg
- Trøgstad
- Våler